# Colabata uzita
Colabata uzita är en fjärilsart som beskrevs av Druce. Colabata uzita ingår i släktet Colabata och familjen silkesspinnare. Inga underarter finns listade i Catalogue of Life.